# هيونداي فيلوستر

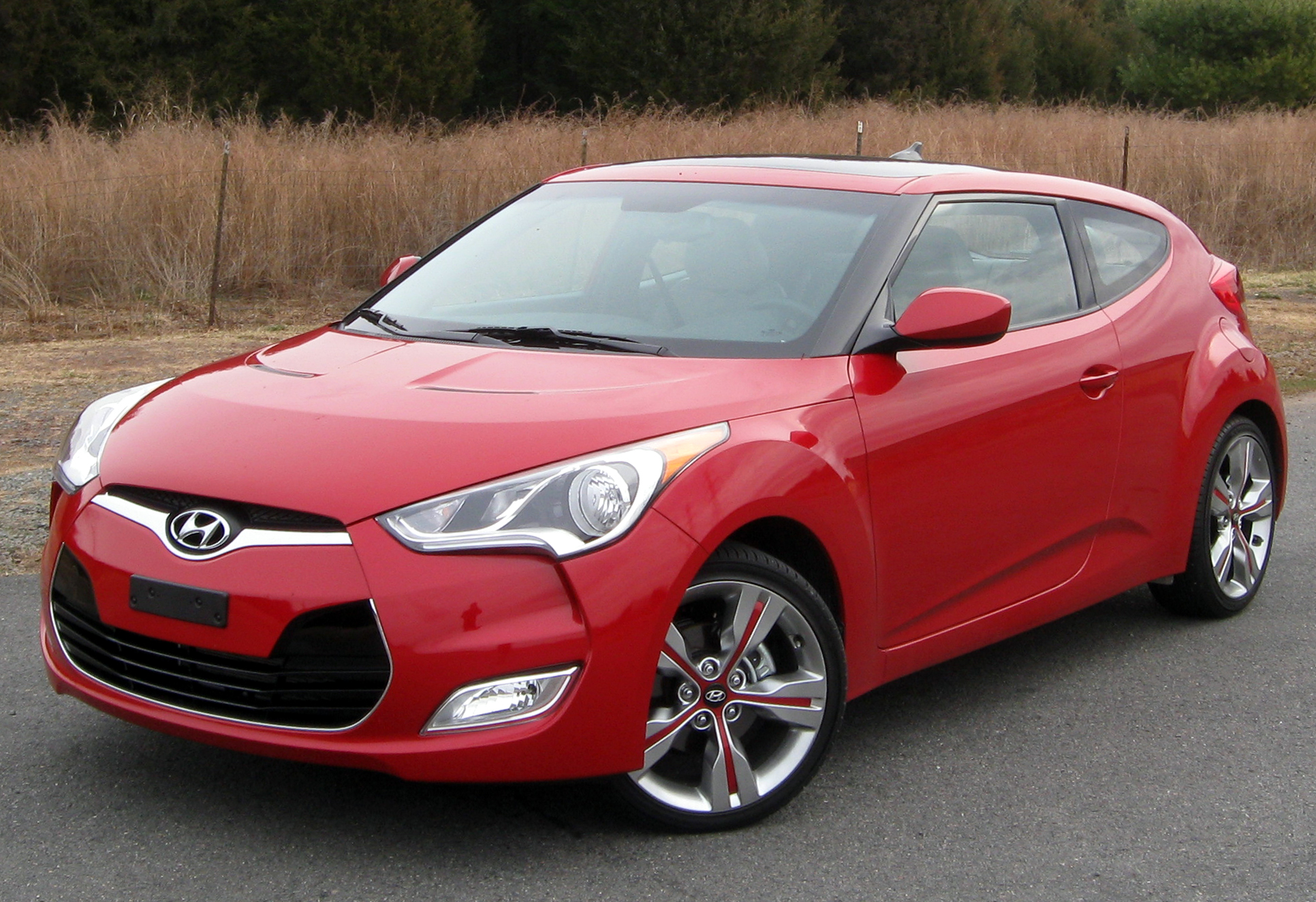
هيونداي فيلوستر

هيونداي فيلوستر سيارة 3 أبواب أنتجت لأول مرة في عام 2011 من قبل شركة هيونداي موتور، بدأت المبيعات في كوريا الجنوبية في 10 مارس 2011، وفي الولايات المتحدة منذ خريف العام 2011.
واللتي تحتوي على محرك gamma بتقنية GDI DOHC D-CVVT بسعة 1600 سي سي قوة 138 حصان / عدد لفات 6300 لفة في الدقيقة، اقصي عزم للدوران 123 رطل – قدم / عدد لفات 4850 لفة في الدقيقة، ناقل حركة ألي مزدوج (Dual Clutch Transmission) (DCT) بست سرعات أو ناقل حركة يدوي بست سرعات.
- نظام الدفع ( جر أمامي )
- وضعية المحرك ( بالعرض )
- سعة خزان الوقود ( 50 لتر )
- المقاعد ( أربع مقاعد )
- الأنارة ( أضواء LED, زينون، كشافات ضباب )
- الأمان ( 6 وسائد هوائية، كيمرا خلفيه، حساسات خلفية )
- فتحة سقف بانوراما
- مقاعد جلديه
- مثبت سرعه
- شاشة لمس 7 أنش ( نظام ملاحة )
- USB,AUX,CD
- عجلات (18 أنش , 17 أنش )
- أشارات بالمرايه الجانبيه
- تحكم كهربائي بالمقاعد
- مانع انزلاق
- خاصية التحكم في الجر
- خاصية المكابح المانعه للانزلاق ABS / توزيع قوى المكابح إلكترونيا EBD / خاصية مساعد المكابح
- نظام توفير الوقود ECO
- عادم أحادي ذو مخرج مزدوج
- مساحات زجاج خلفية
- مقود بأزرار تحكم
- خاصية الثبات الإلكتروني
- خاصية مراقبة ضغط الهواء في الاطارات
- وزن الإجمالي للسيارة : 1172 كجم
- الطول الكلي : 4220 مم
- لعرض الكلي : 1790 مم
- الارتفاع الكلي : 1399 مم
- قاعدة الاطارات : 2650 مم
- مرايا جانبية كهربائية
- التسارع من 0 إلى 100 كم في 9 ثانية
- التسارع من 80 إلى 120 كم في 7 ثانية

## هيونداي فيلوستر تيربو
- تم أضافة نسخة فيلوستر تيربو في العام 2013.

وتم تعديل بعض الأجزاء في شكل السيارة ومنها، كشافات الضباب، زوائد رياضيه جانبيه، مخرج عادم دائري الشكل، لون المقاعد، شكل العجلات وتغير شكل عاكسات الضوء الخلفية.
أضافة محرك Gamma تيربو سعة 1600 سي سي بتقنية GDI DOHC D-CVVT ( تقنية حقن الوقود المباشر ) بقوة 201 حصان، أي مايعادل 126 حصان تقريبا باللتر الواحد.
وبناقل ألي للحركة مزدوج (Dual Clutch Transmission) (DCT)أو ناقل حركة يدوي.

## هيونداي فيلوستر كوبيه
- في معرض (شيكاغو) للسيّارات أضافت شركة (هيونداي موتور) في (أمريكا) سيّارة (فيلوستر كوبيه) لبرنامجها الخاصّ بالسّباقات، بالتعاون مع بطل سباقات السيّارات (ريس ميلين) الذي صنع أوّل سيّارة (فيلوستر) للراليات بقوّة 500 حصان مزوّدة بنظام الدّفع الكلّي للعجلات حيث شارك بها في بطولة فئة من أفضل السائقين في العالم حيث عدت هذه السيارة في وقتها من أفضل السيارات الشبابية وتنافس سيارة الكمارو، سعر السيارة يصل إلى 25 الف دولار.

## روابط مفيدة
- الموقع الرسمي لشركة تويوتا
- الصفحة الرسمية لهيونداي فيلوستر
- معلومات عن طراز هيونداي فيلوستر المخصص للراليات